# Echinovelleda
Echinovelleda is een kevergeslacht uit de familie van de boktorren (Cerambycidae). De wetenschappelijke naam van het geslacht werd voor het eerst geldig gepubliceerd in 1936 door Breuning.

## Soorten
Echinovelleda omvat de volgende soorten:
- Echinovelleda antiquua Gressitt, 1951
- Echinovelleda chinensis Breuning, 1936